# Hermann Jünger
Hermann Jünger (* 26. Juni 1928 in Hanau; † 6. Februar 2005 in Pöring bei München) war ein deutscher Goldschmied, Silberschmied und Zeichner.

## Werdegang
1947, nach erfolgreichem Abitur in Hanau absolvierte Hermann Jünger von 1947 bis 1949 die staatliche Zeichenakademie in Hanau und schloss mit der Gesellenprüfung als Silberschmied ab.
In der Folgezeit von 1949 bis 1962 arbeitete Hermann Jünger in verschiedenen Werkstätten und Fabriken in Bremen, Heidelberg, Ziegelhausen, Geislingen an der Steige (WMF) und bei Wilhelm Wagenfeld. In dieser Zeit beendete er auch ein von 1953 bis 1956 dauerndes Studium an der Akademie der bildenden Künste in München bei Franz Rickert und fertigte in der Zwischenzeit von 1953 bis 1957 Entwürfe in Porzellan für die Firma Rosenthal. Von 1956 bis 1961 betrieb er eine eigene Werkstatt in München.
18 Jahre, von 1972 bis 1990, war er Professor an der Akademie der bildenden Künste in München und wurde 1982 zum Mitglied der Bayerischen Akademie der Schönen Künste gewählt. Hermann Jünger war einer der international renommiertesten Vertreter seines Fachs. Er starb im Alter von 76 Jahren in seinem Wohnhaus in Pöring östlich von München.

## Werke (Auswahl)

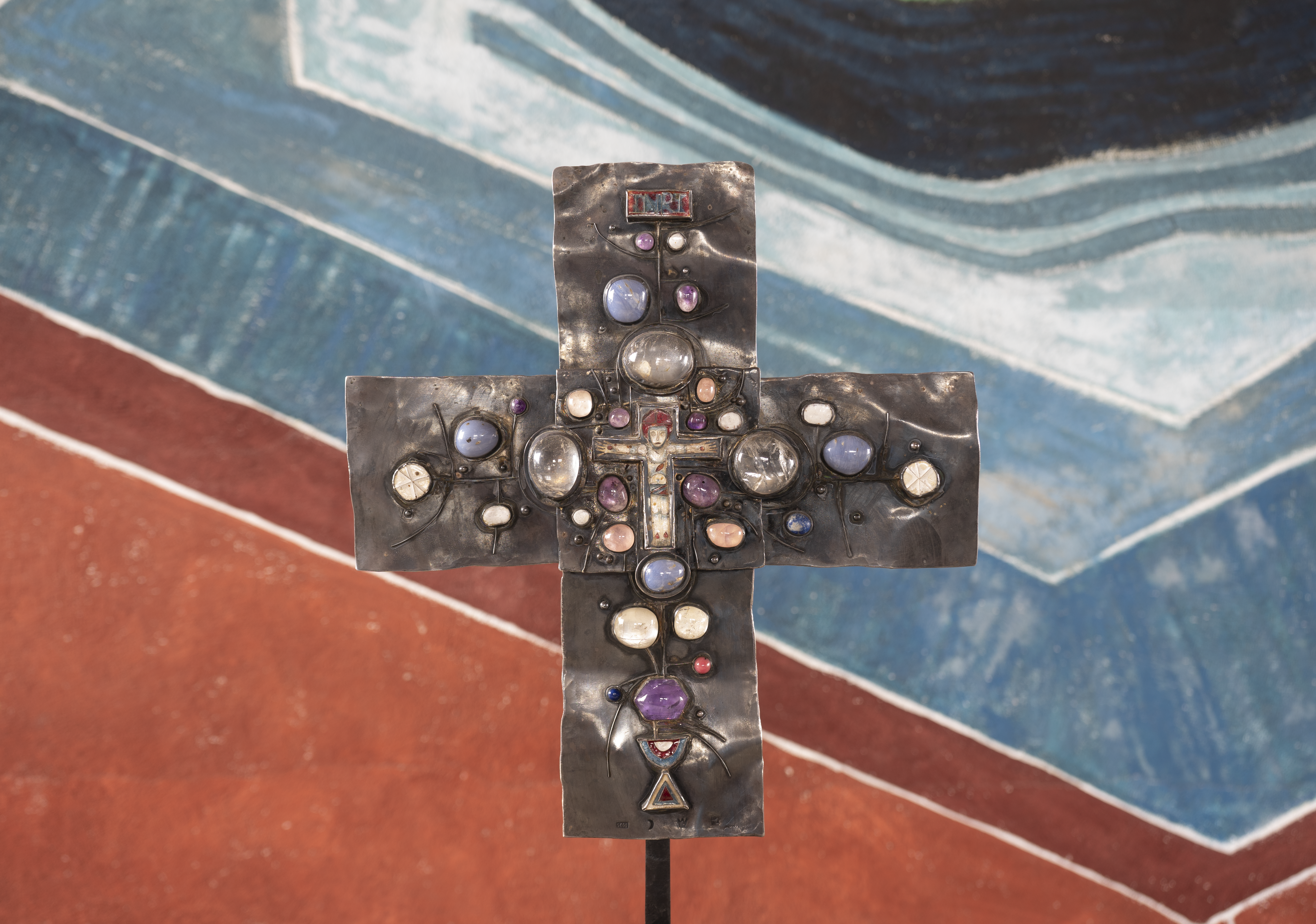
Ein Beispiel aus einem seiner Werke

- Altarkreuz und Vasa sacra für die St. Michaelis-Kirche in Diepholz, 1963
- Silberkreuz mit Bergkristall in der Kreuzkirche in München-Schwabing, 1968
- Altarkreuz in der Dreifaltigkeitskirche in Hohenlockstedt.[1][2]
- Altarkreuz der Dreieinigkeitskirche Hof
- Wandkreuz und Kerzenleuchter in der Passionskirche München-Obersendling, 1970.[3]